# Potorous gilbertii
Potorous gilbertii är en pungdjursart som först beskrevs av John Gould 1841. Potorous gilbertii ingår i släktet Potorous och familjen råttkänguruer. Inga underarter finns listade.
Arten blev 1994 återupptäckt efter cirka 100 år utan iakttagelser.

## Utseende
Individerna når en kroppslängd (huvud och bål) av 28 till 38 cm, en svanslängd av 20 till 23,5 cm och en vikt av 710 till 1200 g. Ovansidan är täckt av spräcklig gråbrun päls och undersidan är lite ljusare. Vid de små framtassarna förekommer långa klor.

## Utbredning
Pungdjuret förekommer bara på en udde i sydvästra Australien. Regionen är täckt av fuktig hed som domineras av Melaleuca striata.

## Ekologi
Arten livnär sig främst av svampar. Honor föder en unge per kull som vistas tre till fyra månader i pungen (marsupium).
Potorous gilbertii är aktiv på natten och den vilar på dagen i bon av gräs. När honan inte är brunstig lever varje exemplar ensam i revir som är 3 till 6 hektar stora för honor, respektive i 15 till 25 hektar stora revir för hannar. Förutom underjordiska svampdelar äts rötter, frukter som hittas på marken och ryggradslösa djur.
En fast parningstid finns inte. Ungar som lämnade moderns pung lever ytterligare 3 till 14 månader i honans territorium. Några individer blev äldre än 10 år.

## Status
Potorous gilbertii hotas av bränder i utbredningsområdet samt av introducerade fiender som rödräv och tamkatt. Hela beståndet antas vara mindre än 100 exemplar. IUCN kategoriserar arten globalt som akut hotad (CR).

## Bildgalleri

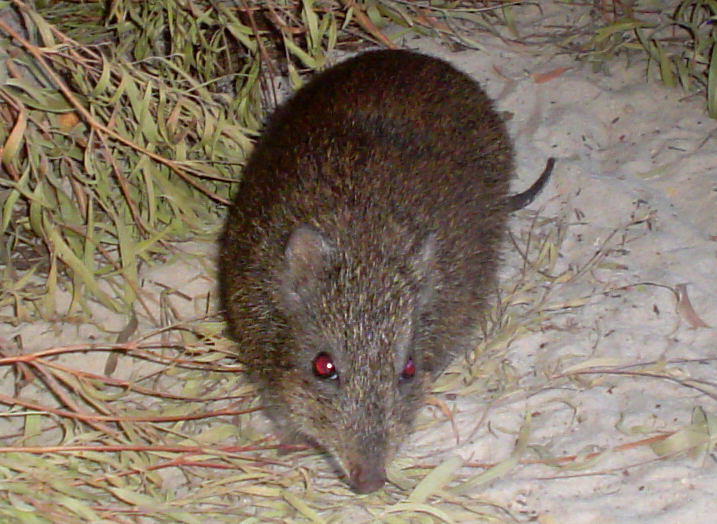